# Митрополит цетињски Сава
Сава (Саватије Калуђеровић; преминуо 1697) био је скендеријско-приморски митрополит од 1694. до 1697. године.
На положај цетињског митрополита/владике уместо митрополита Висариона III Бориловића, дошао је Сава Калуђеровић (1692—1697). Сава је био из места Очинићи, надомак Цетиња и ступио је на положај у тешком времену. Након продора Скадарског паше Сулејмана на Цетиње и разора цетињског манастира 1692. владичанска столица је била упражњена наредне две године. Сава је стога посвећен за владику с благословом патријарха српског Арсенија, 27. новембра 1694. у Херцег Новом од стране бившег београдског митрополита Симеона Љубибратића, захумског митрополита Саватија Љубибратића и херцеговачког Герасима. На том положају задржао се до 1697. године, када га замењује новоизабрани митрополит Данило Шћепчевић, родоначелник владичанске куће Петровићи Његоши. Столовао је у манастиру Добрска Ћелија где је и покопан. Пре избора за митрополита био је игуман Цетињског манастира, а по смрти митрополита Висариона је био на челу митрополије, и до званичног изора за митрополита. Сулејман-паша Бушатлија је на Цетињу доживео млетачко рушење Цетињског манастира. Судбина манастира је била, са Млечанима, као и манастира Тврдоша. Лагумали су га и подигли у ваздух, а то је и ранило пашу. Огорчени Турци су потом цијели манастир сравнили са земљом. Нови владика је изабран тек 1694. године у особи игумана Саве или каснијег митрополита Саве Очинића. Сава је ишао у Скадар 1693, године и паша га је глобио са 250.000 пјастара. Сава Очинић је за владику посвећен у Новоме гдје су прибјегли тројица владика, који су чинили припрему за ту посвету. То су примијетили католици и конгрегација пропаганде - инквизиција и папски нунције о томе предаје млетачкој влади меморијал. Смрћу владике Саве у Црној Гори престаје млетачки утицај.